# Homoneura webbensis
Homoneura webbensis är en tvåvingeart som beskrevs av Kim 1994. Homoneura webbensis ingår i släktet Homoneura och familjen lövflugor. Inga underarter finns listade i Catalogue of Life.